# Strandpromenaden
Strandpromenaden er en ca. 400 meter langt stykke af Ringvejen (O2) øst om København, som ligger på Ydre Østerbro, og forbinder Strandvænget mod syd og Strandøre mod nord.
Vejen har taget sit navn i 1916, og overtaget det fra det gamle navn for den sydlige del af Strandboulevarden.
Gaden må historisk set ikke forveksles med den promenadevej, der i 1600-tallet blev anlagt ud for Classens Have, og som gik under navnet Strandpromenaden. Denne Strandpromenade blev i 1890’erne opslugt af Strandboulevarden.
Til opfyldningerne i Svanemøllebugten brugte man den jord, der blev udgravet ved anlæggelsen af Boulevardbanen, som åbnede i 1917. Københavns Kommune sikrede sig gode priser på de grunde, der blev solgt herude, ved at forpligtige sig til at sikre grundejerne udsigten til vandet i Svanemøllebugten. Det er grunden til, at der er en stump kystnær bebyggelse på strækningen med store havneanlæg nordfor og sydfor. 
I 1950’erne var det det pænere borgerskab, der boede her, en del grosserer o.lign.
Lige før 1. Verdenskrig lå ud for Strandvænget ”Københavns Friluftsgymnasium”, der var en badeanstalt for mænd med muligheder for at dyrke motion og styrketræning på grønsværen på land. Man kunne også nøjes med at lade solens helbredende stråler give én velvære og friskhed. Datidens tanker om solens som helbredende kraft var her foldet helt ud. Stedet blev utroligt populært, og i 1908 afholdte man her Danmarks sikkert første skønhedskonkurrence for mænd. Med opfyldningerne i Svanemøllen i årene efter 1911 måtte gymnasiet imidlertid lukke.
I Svanemøllebugten lå de to første badeanstalter, der bar navnet ”Helgoland”, omtrent hvor Solvænget i dag munder ud i Strandpromenaden. Den første åbnede i 1885, da lå strandlinjen dog helt inde ved nuværende Vesterled, og der var temmelig lavvandet, men man gik ud i vandet på en lang badebro. 
Den ældste Helgoland flød på zinkpontoner, men anstalten drev desværre til havs med isen og blev kvast til vrag allerede 11 år efter. Helgoland 2 blev derfor i stedet bygget på pæle, i 1897, bl.a. af resterne af Helgoland 1 og havde på grund af trækonstruktionen kælenavnet ”Bondegaarden”. Den blev afmonteret i 1914 og flyttet ca. 500 meter sydpå, til Strandvænget, da anlægget blev lagt betydeligt mere ambitiøst an.
På den modsatte side er der en promenade på ca. 10 meters bredde ved Svanemøllestranden.

## Nævneværdige bygninger i gaden
- Nr. 33: Palæ i nybarok fra 1919-20 tegnet af Valdemar Sander. Tidligere anvendt af WHO
- Nr. 35: Villa fra 1927 tegnet af Hans Georg Skovgaard. Her boede tidligere nationalbankdirektør Henning Haugen-Johansen. Tidligere anvendt af WHO (høj bevaringsværdi, nedrivningstruet, jf. lokalplan[1])
- nr. 37: Tofamiliehus fra 1929 af August J. Nielsen. Tidligere anvendt af WHO (høj bevaringsværdi, nedrivningstruet, jf. lokalplan[1])